# بطاقة الوصول المشترك

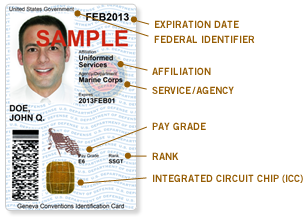
بطاقة وصول مشترك (CAC).

بطاقة الوصول المشترك (بالإنجليزية:  Common Access Card)‏ وتختصر CAC، هي بطاقة ذكية بحجم بطاقة الائتمان. وهي طريقة التعريف القياسية لموظفي الدفاع في الولايات المتحدة الأمريكية العاملين في الخدمة الفعلية، ويشمل ذلك الموظفين المختارين من الحرس الاحتياطي والحرس الوطني، والموظفين المدنيين في وزارة الدفاع الأمريكية (DoD)، والموظفين المدنيين لخفر السواحل في الولايات المتحدة، والموظفين المؤهلين من مقاولي وزارة الدفاع الأمريكية ووخفر السواحل. وهي أيضًا البطاقة الرئيسية المستخدمة لتمكين الوصول المادي إلى المباني والمساحات الخاضعة لسلطة وزارة الدفاع، وتوفر الوصول إلى شبكات وأنظمة الكمبيوتر الدفاعية. كما أنها بمثابة بطاقة هوية بموجب اتفاقيات جنيف (خاصة اتفاقية جنيف الثالثة). بالاقتران مع رقم التعريف الشخصي، تفي بطاقة الوصول المشترك بمتطلبات المصادقة الثنائية: ومعناها شيء يعرفه المستخدم مع شيء يمتلكه المستخدم. وتفي بطاقة الوصول المشترك أيضًا بمتطلبات تقنيات التوقيع الرقمي وتشفير البيانات: المصادقة والنزاهة وعدم الإنكار.

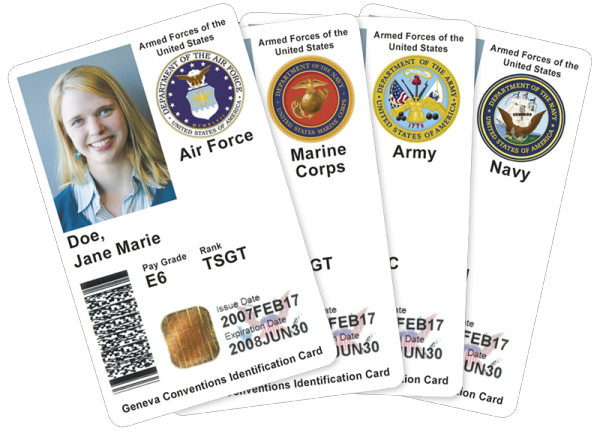
أمثلة على البطاقات الذكية الصادرة عن وزارة الدفاع الأمريكية لمختلف القطاعات العسكرية.

بطاقة الوصول المشترك عنصر تحكم. اعتبارا من عام 2008، أصدرت وزارة الدفاع أكثر من 17 مليون بطاقة ذكية. يتضمن هذا الرقم إعادة إصدارها لإستيعاب التغييرات في الاسم أو الترتيب أو الحالة أو استبدال البطاقات المفقودة أو المسروقة. واعتبارًا من نفس التاريخ، يوجد ما يقرب من 3.5 مليون بطاقة وصول مشترك غير نشطة أو نشطة متداولة.
قامت وزارة الدفاع بنشر بنية تحتية لإصدار البطاقات في أكثر من 1,000 موقع في أكثر من 25 دولة حول العالم وتقوم بنشر أكثر من مليون قارئ بطاقات وبرامج وسيطة مرتبطة بها.

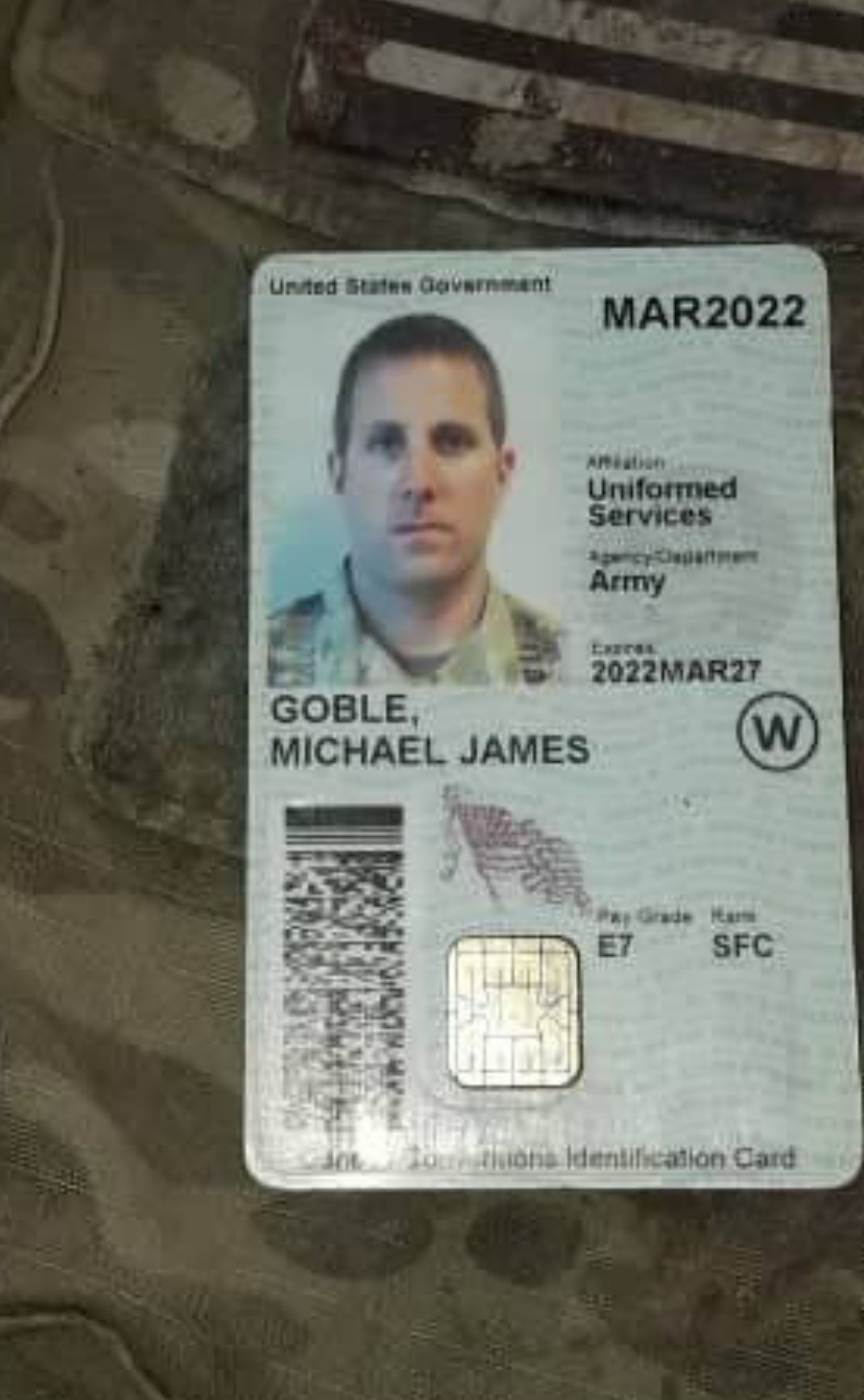
بطاقة الوصول المشترك لجندي أميركي قتلته طالبان في أفغانستان في ديسمبر 2019 خلال تفخيخ منزل حاول الجنود الأمريكيين اقتحامه.

## الإصدار
يتم إصدار بطاقة الوصول المشترك للقوات المسلحة النشطة للولايات المتحدة (القوات الاحتياطية والحرس الوطني) في وزارة الدفاع وخفر السواحل الأمريكي واحتياطي خفر السواحل وموظفي وزارة الدفاع المدنيين وموظفي خفر السواحل المدنيين.
غير موظفي وزارة الدفاع / موظفي الحكومة الآخرين وموظفي الدولة في الحرس الوطني؛ ومتعاقدي وزارة الدفاع وخفر السواحل المؤهلين الذين يحتاجون إلى الوصول إلى منشآت وزارة الدفاع أو خفر السواحل وأنظمة شبكات الكمبيوتر لوزارة الدفاع الأمريكية:
- القوات المسلحة الأمريكية النشطة (تشمل كاديت ورجال سفن من أكاديميات الخدمة الأمريكية)
- أعضاء الاحتياط في القوات المسلحة الأمريكية
- الحرس الوطني (الحرس الوطني للجيش والحرس الوطني الجوي) أعضاء في القوات المسلحة الأمريكية
- الإدارة الوطنية للمحيطات والغلاف الجوي
- الولايات المتحدة خدمة الصحة العامة
- العاملين في حالات الطوارئ الأساسية
- الموظفين المقاول الطوارئ
- تم التعاقد مع الكليات والجامعات في تدريب ضباط الاحتياط والمدربين
- نشر في الخارج المدنيين
- الأفراد غير المقاتلين
- موظفي وزارة الدفاع المدنيون المقيمون في المنشآت العسكرية في الولايات الأمريكية المتجاورة أو هاواي أو ألاسكا أو بورتوريكو أو غوام
- DoD / الخدمة المدنية المدنيون أو المدنيون المتعاقدون المقيمون في بلد أجنبي لمدة 365 يومًا على الأقل
- تعيينات رئاسية معتمدة من مجلس الشيوخ الأمريكي
- موظفو وزارة الدفاع المدنيون، وقدامى المحاربين القدامى في الولايات المتحدة الذين حصلوا على تصنيف إعاقات شؤون المحاربين القدامى بنسبة 100٪ P&T
- متعاقدين وزارة الدفاع وخفر السواحل
- موظفي الحكومة وغيرها من موظفي الدولة للحرس الوطني من غير موظفي وزارة الدفاع

تتضمن الخطط المستقبلية القدرة على تخزين معلومات إضافية من خلال دمج شرائح تحديد الهوية بموجات الراديو أو غيرها من تقنية البطاقات اللاتلامسية للسماح بالوصول السلس إلى مرافق وزارة الدفاع.
يُطلق على البرنامج المستخدم حاليًا لإصدار معرفات بطاقة الوصول المشترك نظام تحديد هوية الأفراد في الوقت الفعلي (RAPIDS). يتفاعل RAPIDS مع نظام التحكيم المشترك للموظفين (JPAS)، ويستخدم هذا النظام للتحقق من اجتياز المرشح للتحقيق في الخلفية وفحص بصمة مكتب التحقيقات الفيدرالي. التقدم بطلب للحصول على بطاقة الوصول المشترك يتطلب تعبئة نموذج وزارة الدفاع 1172-2 ثم إيداعه في RAPIDS.
النظام آمن ومراقب من قبل وزارة الدفاع في جميع الأوقات. تم إنشاء مواقع تحديد هوية الأفراد (RAPIDS) مختلفة في جميع المنشآت العسكرية داخل وخارج مناطق القتال لإصدار بطاقات جديدة.

## التصميم
في الجزء الأمامي من البطاقة، تُظهر الخلفية عبارة «وزارة الدفاع الأمريكية» متكررة على البطاقة. ويتم وضع صورة ملونة للمالك في الزاوية اليسرى العليا. وأسفل الصورة هو اسم المالك. يعرض الركن العلوي الأيمن تاريخ انتهاء الصلاحية. وتُشمل المعلومات الأخرى على المقدمة (إن أمكن) درجة أجر المالك ورتبته ومعرفه الفيدرالي.
ويتم عرض الرمز الشريطي PDF417 ثنائي الأبعاد في الركن الأيسر السفلي. ويتم وضع رقاقة مدمجة (ICC) بالقرب من أسفل البطاقة.
هناك ثلاثة مخططات لونية تستخدم في واجهة بطاقة الوصول المشترك. يظهر شريط أزرق عبر اسم المالك أن المالك مواطن غير أمريكي. يظهر شريط أخضر أن المالك مقاول. لا يوجد شريط مخصص لجميع الأفراد الآخرين - بمن فيهم الأفراد العسكريون والعاملون المدنيون، وغيرهم
الجزء الخلفي من البطاقة لديه صورة شبح للمالك. وإذا كان ذلك ممكنًا، تحتوي البطاقة أيضًا على تاريخ الميلاد ونوع الدم ورقم مزايا وزارة الدفاع وفئة اتفاقية جنيف ورقم تعريف وزارة الدفاع (يستخدم أيضًا كرقم اتفاقية جنيف، ليحل محل رقم الضمان الاجتماعي المستخدم سابقًا). يُعرف رقم وزارة الدفاع (DoD) أيضًا باسم المعرف الشخصي لتبادل البيانات الإلكترونية (EDIPI). ويتم وضع رمز شريطي 39 خطي، وكذلك شريط مغناطيسي في أعلى وأسفل البطاقة. يبقى (رقم هوية وزارة الدفاع / EDIPI) مع المالك طوال حياته المهنية مع وزارة الدفاع أو خفر السواحل، حتى عندما يغير موقعه في الخدمات المسلحة أو الإدارات الأخرى داخل وزارة الدفاع أو خفر السواحل. بالنسبة إلى العسكريين الأمريكيين المتقاعدين الذين أصبحوا فيما بعد متعاقدين أو وكلاء لوزارة الدفاع الأمريكية أو مقاولين لوزارة الدفاع الأمريكية أو خفر السواحل، فإن رقم هوية وزارة الدفاع / EDIPI على بطاقة الوصول المشترك سيكون هو نفسه على بطاقة هوية DD المتقاعدة النموذجية 2. بالنسبة إلى الأزواج غير العسكريين، والأزواج السابقين غير المتزوجين، والأرامل / الأرامل من الأفراد العسكريين الأمريكيين الناشطين أو الاحتياطيين أو المتقاعدين الذين أصبحوا هم أنفسهم مدنيين في وزارة الدفاع أو قوات حرس السواحل الأمريكية أو مقاولي وزارة الدفاع الأمريكية أو خفر السواحل، فإن رقم هوية وزارة الدفاع على رقم بطاقة الوصول المشترك سيكون هو نفسه على بطاقة DD 1173 الخاصة بامتياز الخدمات والهوية (مثل بطاقة الهوية التابعة).
يتم تصفيح الجزء الأمامي من بطاقة الوصول المشترك بالكامل، بينما يتم تصفيح الجزء الخلفي فقط في النصف السفلي (لتجنب التداخل مع الشريط المغناطيسي).
يقال إن بطاقة الوصول المشترك تقاوم الاحتيال في الهوية، والعبث والتزوير والاستغلال وتوفر وسيلة إلكترونية للمصادقة السريعة.
يوجد حاليًا أربعة أنواع مختلفة من بطاقة الوصول المشترك. تعد بطاقة تعريف إتفاقيات جنيف هي بطاقة الوصول المشترك الأكثر شيوعًا ويتم تقديمها إلى القوات المسلحة العاملة والاحتياطية وأفراد الخدمة النظاميين. ويتم إصدار بطاقة القوات المرافقة لإتفاقية جنيف للموظفين المدنيين الأساسيين في حالات الطوارئ. إن بطاقة الهوية المشتركة والامتياز مخصصة للمدنيين المقيمين في المنشآت العسكرية. بطاقة الهوية مخصصة لتعريف وزارة الدفاع / الوكالة الحكومية للموظفين المدنيين.

## التشفير
حتى عام 2008، تم تشفير جميع بطاقات الوصول المشترك باستخدام تشفير 1024 بت. وابتداء من عام 2008، تحولت وزارة الدفاع إلى تشفير 2048 بت.
كان على الأفراد الذين لديهم بطاقة الوصول المشترك الأقدم الحصول على بطاقة الوصول المشترك الجديدة بحلول الموعد النهائي. في 1 أكتوبر 2012، تم وضع جميع البطاقات المشفرة بأقل من 2048 بت في حالة الإلغاء، مما يجعل بطاقة الوصول المشترك القديمة عديمة الفائدة باستثناء استخدامها للتعريف البصري.

## الاستخدام
تم تصميم بطاقة الوصول المشترك لتوفير مصادقة ثنائية: أي ما لديك (البطاقة المادية) وما تعرفه (رقم التعريف الشخصي). تسمح تقنية بطاقة الوصول المشترك هذه بالمصادقة السريعة، وتعزيز الأمان المادي والمنطقي. ويمكن استخدام البطاقة بعدة طرق.

### الهوية البصرية
يمكن استخدام بطاقة الوصول المشترك للتعريف المرئي عن طريق مطابقة الصورة الملونة مع المالك. يُستخدم هذا عندما يمر المستخدم من خلال بوابة محمية، أو يقوم بشراء سلع من متجر، مثل PX / BX التي تتطلب مستوى من الامتيازات لاستخدام المنشأة.
وتسمح بعض الولايات باستخدام بطاقة الوصول المشترك كبطاقة هوية تُصدرها الحكومة، ليتم إستخدامها للتصويت أو التقدم بطلب للحصول على رخصة قيادة.

### الشريط المغناطيسي
يمكن قراءة الشريط المغناطيسي عن طريق تمرير البطاقة من خلال قارئ الشريط المغناطيسي (مثل بطاقة الائتمان).
في الواقع الشريط المغناطيسي فارغ عند إصدار بطاقة الوصول المشترك. ومع ذلك، يتم تخصيص استخدامه لأنظمة الأمان المادي المحلية.

### رقاقة الدائرة المتكاملة(ICC)
تحتوي شريحة الدائرة المتكاملة (ICC) على معلومات حول المالك، بما في ذلك رقم التعريف الشخصي وشهادة المفاتيح العامة الرقمية وأكثر. تأتي الرقاقة بسعات مختلفة، النسخ الأحدث منها صدرت بـ 64 و 144 كيلو بايت. [بحاجة لمصدر]
يمكن استخدام بطاقة الوصول المشترك للوصول إلى أجهزة الكمبيوتر والشبكات المزودة بقارئ أو أكثر من مجموعة متنوعة من أجهزة قراءةالبطاقات الذكية. وبمجرد إدخاله في القارئ، يسأل الجهاز المستخدم عن رمز التعريف الشخصي (PIN). بمجرد إدخال الرقم، تتم مطابقة الرقم المُدخل مع الرقم المخزن على بطاقة التعريف المشترك. في حالة نجاح المطابقة، يتم قراءة رقم المعرف الشخصي لتبادل البيانات الإلكترونية (EDIPI) من شهادة الهوية على البطاقة، ثم يتم إرساله إلى نظام معالجة حيث يتم مطابقة رقم الـ EDIPI مع نظام التحكم في الوصول، مثل أكتيف ديريكتوري أو بروتوكول النفاذ. وهناك معيار لوزارة الدفاع وهو أنه بعد ثلاث محاولات إدخال غير صحيحة لـرمز التعريف الشخصي (PIN) ، سيتم قفل الشريحة في بطاقة الوصول المشترك.
يتم تخزين رقم EDIPI في شهادة المفاتيح العامة (PKI). اعتمادًا على المالك، تحتوي بطاقة الوصول المشترك على واحد أو ثلاث شهادات المفاتيح العامة. إذا تم استخدام بطاقة الوصول المشترك لأغراض تحديد الهوية فقط، فإن شهادة الهوية هي كل ما هو مطلوب. ومع ذلك، من أجل الوصول إلى جهاز كمبيوتر، توقيع مستند، أو البريد الإلكتروني المشفر، هناك حاجة أيضًا لشهادات التوقيع والتشفير.
تعمل بطاقة الوصول المشترك في جميع أنظمة تشغيل الكمبيوتر الحديثة تقريبًا. إلى جانب القارئ، هناك حاجة أيضًا إلى برامج التشغيل والبرامج الوسيطة من أجل قراءة بطاقة الوصول المشترك ومعالجتها. إن الوسيط الوحيد المعتمد لـ بطاقة الوصول المشترك في نظام ويندوز هو ActivClient — وهو متاح فقط لموظفي وزارة الدفاع المعتمدين. تتضمن البدائل الأخرى (لغير نظام التشغيل ويندوز) LPS-Public - وهو حل لا يستند إلى محرك الأقراص الصلبة.
DISA وهي جهة أنظمة المعلومات في وزارة الدفاع تطلب الآن من جميع مواقع الإنترانت المستندة إلى وزارة الدفاع توفير مصادقة للمستخدمين عن طريق بطاقة الوصول المشترك للوصول إلى الموقع. تختلف أنظمة المصادقة تبعًا لنوع النظام، مثل أكتيف ديريكتوري أو المصادقة عبر الهاتف أو عبر طرق التحكم في الوصول الأخرى.
تعتمد بطاقة الوصول المشترك على شهادات X.509 مع برنامج وسيط يُمكّن نظام التشغيل من التفاعل مع البطاقة عبر قارئ بطاقات الأجهزة. على الرغم من أن الشركات المصنعة للبطاقات مثل شلمبرجير وفرت مجموعة من البطاقات الذكية وقارئ بطاقات الأجهزة والوسيطة لكل من نظامي التشغيل لينكس وويندوز، لم تقم جميع شركات تكامل الأنظمة المصنعة لبطاقات الدخول المشترك الأخرى بالمثل.
وفي محاولة لتصحيح هذا الموقف، نجحت آبل للأنظمة الفيدرالية في إضافة بعض الدعم لبطاقات الوصول المشتركة إلى تحديثات نظام التشغيل Snow Leopard الخاصة بها في وقت لاحق باستخدام مشروع MUSCLE (حركة استخدام البطاقات الذكية في بيئة Linux). تم توثيق الإجراء الخاص بذلك تاريخياً من قبل كلية الدراسات العليا البحرية في منشور "CAC on a Mac"  على الرغم من أن المدرسة تستخدم اليوم البرمجيات التجارية. وفقًا للمختبرين العسكريين المستقلين ومكاتب المساعدة، لا يتم دعم جميع البطاقات بواسطة الكود المفتوح المصدر المرتبط بعمل شركة Apple ، ولا سيما بطاقات CACNG أو CAC-NG PIV II CAC الحديثة. يتوفر دعم الجهات الخارجية لبطاقات الوصول المشترك على نظام التشغيل ماك من البائعين مثل Centrify و Thursdayby Software. تقترح شركة Federal Engineering Management من أبل عدم استخدام الدعم الجاهز في نظام التشغيل Mac OS X 10.6 Snow Leopard  ولكن بدلاً من ذلك دعمت حلول الطرف الثالث. لا يحتوي نظام Mac OS X 10.7 Lion على دعم البطاقة الذكية الأصلي. يمتد PKby الخاص ببرامج iOS الخاص بنظام iOS إلى دعم بطاقة الوصول المشترك ليشمل أجهزة آيباد وآيفون. كما تم القيام ببعض الأعمال في عالم لينكس. يستخدم بعض المستخدمين مشروع MUSCLE مع برنامج Apple Public Source Licensed Common Card Card من أبل . هناك طريقة أخرى لحل هذه المشكلة، والتي تم توثيقها جيدًا الآن، تتضمن استخدام مشروع جديد، CoolKey ،  للحصول على وظائف بطاقة الوصول المشتركة. هذه الوثيقة متاحة للجمهور من فرع ديناميات المحيطات والتنبؤات في مختبر البحوث البحرية. تقدم مبادرة حماية البرمجيات LiveCD مع شهادة بطاقة الوصول المشترك الوسيطة وشهادة وزارة الدفاع ضمن نظام تشغيل لينكس صغير الحجم يركز على المستعرض، يسمى LPS-Public  والذي يعمل على x 86 من أجهزة كمبيوتر ويندوز وماك ولينكس.

### الرموز الشريطية
تحتوي بطاقة الوصول المشترك على نوعين من الرموز الشريطية: PDF417 في المقدمة والكود 39 في الخلف.

#### الرمز الشريطي PDF417
| Example value       | اسم الحقل                    | الحجم | الوصف                                                            |
| ------------------- | ---------------------------- | ----- | ---------------------------------------------------------------- |
| "IDUS"              | كود التعريف                  | 4     | Sponsor/Dependent card                                           |
| "3"                 | إصدار الرمز الشريطي          | 1     |                                                                  |
| XX                  | PDF417 Size                  | 2     |                                                                  |
| X                   | PDF417 Checksum              | 1     |                                                                  |
| X                   | PDF417 RSize                 | 1     |                                                                  |
| "1"                 | Sponsor flag                 | 1     | 1=Sponsor 0=Dependent                                            |
| "GREATHOUSE, TUYET" | الإسم                        | 27    | الأخير، الأول                                                    |
| "999100096"         | Person Designator Identifier | 9     | 999-10-0096                                                      |
| "1"                 | Family sequence number       | 1     |                                                                  |
| "                   | Reserved for future use      | 9     |                                                                  |
| "00"                | DEERS dependent suffix       |       | Sponsor v3                                                       |
| "60"                | الطول (بالإنش)               | 2     | 5' 0"                                                            |
| "150"               | الوزن (بالباوند)             | 3     | 150 lbs                                                          |
| "RD"                | لون الشعر                    | 2     | BK=أسود BR=بني BD=أشقر RD=أحمر GY=رمادي WH=أبيض BA=أصلع OT=غيرها |
| "BR"                | لون العين                    | 2     | BK=أسود BR=بني HZ=عسلي BL=أزرق GY=رمادي GR=أخضر OT=غيرها         |
| "1992OCT31"         | تاريخ الولادة                | 9     | 19921031                                                         |
| "S"                 | Direct Care Flag             | 1     | S=غير محدود                                                      |
| "M"                 | CHAMPUS Flag                 | 1     | M=Civilian Health Care CHAMPUS                                   |
| "Y"                 | Comissary flag               | 1     | Y=Eligible and active                                            |
| "Y"                 | MWR flag                     | 1     | Y=Eligible and active                                            |
| "U"                 | Exchange flag                | 1     | U=غير محدود                                                      |
| "2011OCT31"         | CHAMPUS Effective Date       | 9     | 20111031                                                         |
| "2057SEP30"         | CHAMPUS Expiration Date      | 9     | 20570930                                                         |
| "2RET "             | رقم النموذج                  | 6     | DD نموذج 2 - متقاعد                                              |
| "2011NOV04"         | Card Issue Date              | 9     | 20111104                                                         |
| "INDEF "            | Card Expiration Date         | 9     | Indefinite                                                       |
| "8 "                | Card Security Code           | 4     |                                                                  |
| "H"                 | Service/Component Code       | 1     |                                                                  |
| "RET "              | Status                       | 6     | RET=فرد متقاعد موضوع على درجة الأجر للمتقاعدين                   |
| "USA "              | Branch of service            | 5     | USA=الجيش الأمريكي                                               |
| "PVT "              | Rank                         | 6     | PVT=خاص                                                          |
| "E2 "               | درجة الأجر                   | 4     |                                                                  |
| "I "                | Geneva Convention Code       | 3     |                                                                  |
| "UNK"               | Blood Type                   | 3     |                                                                  |

#### الرمز الشريطي PDF417 الباركود التابع
المالك ـ هو صاحب البطاقة
| قيمة المثال        | اسم الحقل         | بحجم  | وصف                                            |
| ------------------ | ----------------- | ----- | ---------------------------------------------- |
| "IDUS"             | رمز التعريف       | 4     | بطاقة المالك / المعال                          |
| . . .              | . . .             | . . . | . . .                                          |
| "0"                | المالك العلم      | 1     | 1 = المالك 0 = المعال                          |
| . . .              | . . .             | . . . | . . .                                          |
| "RET "             | حالة المالك       | 6     | RET = عضو متقاعد يحق له الحصول على راتب متقاعد |
| "USA "             | رعاية فرع الخدمة  | 5     | الولايات المتحدة الأمريكية = الجيش الأمريكي    |
| "PVT "             | رتبة المالك       | 6     | PVT = خاصة                                     |
| "E2 "              | درجة الأجر للمالك | 4     |                                                |
| " TRUMBOLD, ERIC " | اسم المالك        | 27    |                                                |
| "999100096"        | معرف المالك       | 27    |                                                |
| "CH"               | صلة القرابة       | 2     | SP = الزوج CH = الطفل                          |

### تقنيةتحديد الهوية بموجات الراديو
هناك أيضًا بعض المخاطر الأمنية في تقنية تحديد الهوية بموجات الراديو.
لمنع سرقة المعلومات في تقنية تحديد الهوية بموجات الراديو، في نوفمبر 2010، تم تسليم 2.5 مليون غلاف واقي للتردد اللاسلكي إلى وزارة الدفاع، وسيتم تسليم حوالي 1.7 مليون أخرى في يناير 2011. يتعين على مكاتب معرف RAPIDS في جميع أنحاء العالم إصدار غلاف مع كل بطاقة وصول مشترك. عندما يتم دمج بطاقة الوصول المشترك في حامل مع بطاقات تحديد الهوية بموجات الراديو الأخرى، فقد يتسبب ذلك أيضًا في حدوث مشكلات، مثل محاولة فتح باب ببطاقة وصول عندما يكون في نفس حامل بطاقة الوصول المشترك. على الرغم من هذه التحديات، تستخدم منظمة مدنية واحدة على الأقل (NOAA) تقنية تحديد الهوية بموجات الراديو للوصول إلى المنشآت في جميع أنحاء البلاد. يُمنح الوصول عادةً بعد إزالة بطاقة الوصول المشترك أولاً من درع التردد اللاسلكي ثم تعليقه على قارئ إما مثبت على الحائط أو موجود على قاعدة . بمجرد مصادقة بطاقة الوصول المشترك على خادم أمان محلي، إما سيتم فتح الباب أو سيتم عرض إشارة لحراس الأمن لمنح حق الوصول إلى المنشأة.

## المشاكل المشتركة
البطاقة هشة ويمكن أن يؤدي التآكل المنتظم إلى جعل البطاقة غير صالحة للاستخدام. تميل البطاقات القديمة إلى التصفيح مع الإدراج / الإزالة المتكررة من القراء، ولكن يبدو أن هذه المشكلة أقل أهمية مع البطاقات الجديدة (PIV- المتوافقة). وأيضًا، يمكن أن تصبح الشريحة الذهبية الموجودة على البطاقة متسخة وتتطلب التنظيف إما بمذيبات أو ممحاة مطاطية.
إصلاح أو استبدال بطاقة الوصول المشترك يتطلب عادة الوصول إلى مرفق RAPIDS ، مما تسبب في بعض المشاكل العملية. في المواقع البعيدة في جميع أنحاء العالم دون الوصول المباشر إلى الإنترنت أو الوصول الفعلي إلى مرفق RAPIDS ، تصبح بطاقة الوصول المشترك عديمة الفائدة إذا انتهت صلاحية البطاقة، أو إذا تم الوصول إلى الحد الأقصى لعدد محاولات إعادة استخدام رمز التعريف الشخصي (PIN).
وفقًا للوائح لإستخدام بطاقة الوصول المشترك، يجب على المستخدم في TAD / TDY زيارة منشأة RAPIDS لاستبدال أو إلغاء قفل بطاقة الوصول المشترك، وعادة ما يتطلب السفر إلى موقع جغرافي آخر .
أنشأ بطاقة الوصول المشترك PMO  محطة عمل لتغيير رمز التعريف الشخصي (PIN) لبطاقة الوصول المشترك والمحطة قادرة على إعادة تعيين رمز البطاقة المقفلة.
بالنسبة لبعض شبكات وزارة الدفاع، يتم استخدام أكتيف ديريكتوري (AD) لمصادقة المستخدمين. يلزم الوصول إلى الأكتيف ديريكتوري الأصلي للكمبيوتر عند محاولة المصادقة باستخدام بطاقة الوصول المشترك لجهاز كمبيوتر معين، لأول مرة استخدام، على سبيل المثال، استبدل حقل الكمبيوتر المحمول الذي لم يتم إعداده باستخدام بطاقة الوصول المشترك الخاصة بالمستخدم قبل الشحن، سيكون من المستحيل استخدامه دون شكل من أشكال الوصول المباشر إلى أكتيف ديريكتوري مسبقًا. وتشمل الحلول الأخرى إقامة اتصال مع الإنترانت باستخدام الإنترنت ذي النطاق العريض العام ثم VPN للإنترانت، أو حتى الوصول إلى الإنترنت عبر الأقمار الصناعية عبر نظام VSAT عندما تكون في المواقع التي لا يتوفر فيها الاتصالات، كما هو الحال في موقع الكوارث الطبيعية.